# Microtendipes
Microtendipes är ett släkte av tvåvingar som beskrevs av Jean-Jacques Kieffer 1915. Microtendipes ingår i familjen fjädermyggor.

## Bildgalleri

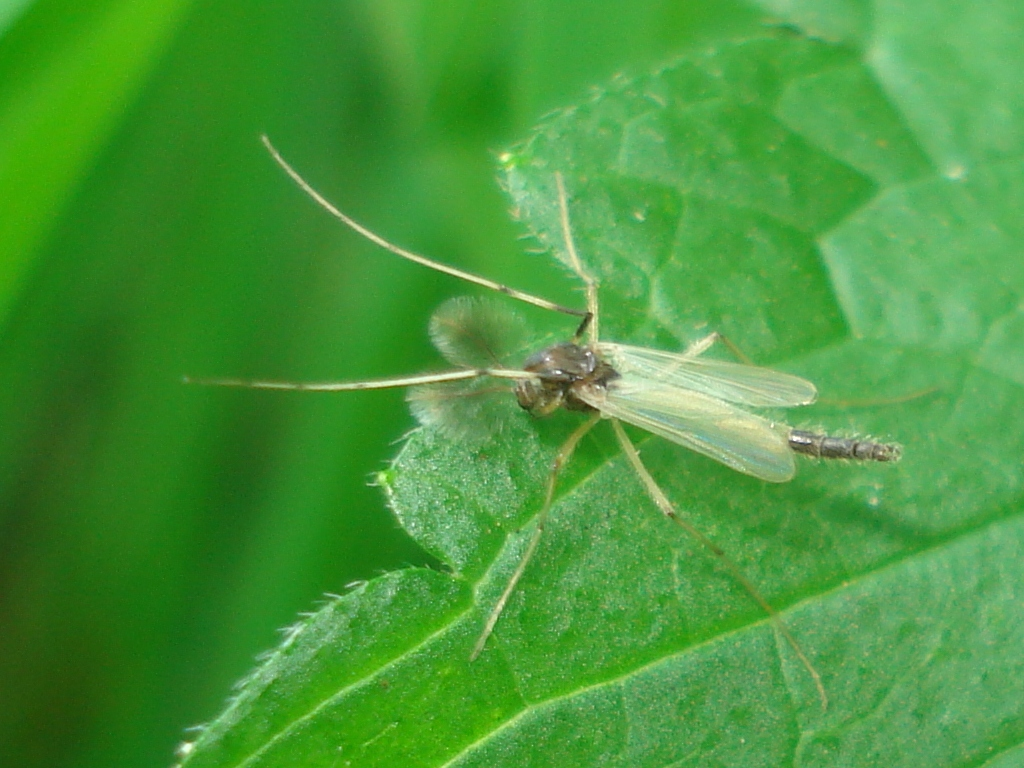

## Dottertaxa tillMicrotendipes, i alfabetisk ordning[1][2]
- Microtendipes albitarsis
- Microtendipes albus
- Microtendipes amamihosoides
- Microtendipes angustus
- Microtendipes anticus
- Microtendipes bicoloripennis
- Microtendipes bifasciatus
- Microtendipes brevitarsis
- Microtendipes britteni
- Microtendipes caducus
- Microtendipes caelum
- Microtendipes calcaratus
- Microtendipes chloris
- Microtendipes confinis
- Microtendipes diffinis
- Microtendipes dimidiatus
- Microtendipes distalis
- Microtendipes flavipes
- Microtendipes ginzanefeus
- Microtendipes iriocedeus
- Microtendipes kahuziensis
- Microtendipes kribiensis
- Microtendipes lamprogaster
- Microtendipes lentiginosus
- Microtendipes litoris
- Microtendipes lugubris
- Microtendipes luteipes
- Microtendipes magnipennis
- Microtendipes masaakii
- Microtendipes microsandulum
- Microtendipes nielseni
- Microtendipes nigellus
- Microtendipes nitidus
- Microtendipes numerosus
- Microtendipes obscurus
- Microtendipes pedellus
- Microtendipes pilosicornis
- Microtendipes quasicauducas
- Microtendipes rydalensis
- Microtendipes sakhalinensis
- Microtendipes satchelli
- Microtendipes schenkling
- Microtendipes schuecki
- Microtendipes simantofegeus
- Microtendipes simantogeheus
- Microtendipes taitae
- Microtendipes tamaogouti
- Microtendipes tarsalis
- Microtendipes tobaquintus
- Microtendipes tokarafegeus
- Microtendipes truncatus
- Microtendipes tsukubaensis
- Microtendipes tuberosus
- Microtendipes tusimabeceus
- Microtendipes tusimacedeus
- Microtendipes tusimadeeus
- Microtendipes umbrosus
- Microtendipes urbanus
- Microtendipes yaanensis
- Microtendipes yamasinensis
- Microtendipes zhamensis